# El Cuervero
El Cuervero är en ort i Mexiko.   Den ligger i kommunen Calvillo och delstaten Aguascalientes, i den centrala delen av landet, 500 km nordväst om huvudstaden Mexico City. El Cuervero ligger 1 678 meter över havet och antalet invånare är 2 350.
Terrängen runt El Cuervero är kuperad österut, men västerut är den platt. Runt El Cuervero är det ganska tätbefolkat, med 67 invånare per kvadratkilometer. Närmaste större samhälle är Calvillo, 3,9 km väster om El Cuervero. Trakten runt El Cuervero består till största delen av jordbruksmark.